# Boczki Zarzeczne
Boczki Zarzeczne [pronunciación en polaco: /ˈbɔt͡ʂki zaˈʐɛt͡ʂnɛ/] es un pueblo ubicado en el distrito administrativo de Gmina Głowno, dentro del condado de Zgierz, Voivodato de Łódź, en el centro de Polonia. Se encuentra a unos 7 kilómetros al noroeste de Głowno, a 26 kilómetros al noreste de Zgierz, y a 30 kilómetros al noreste de la capital regional Łódź.